# لوکووو (بلغارستان)
لوکووو (به بلغاری: Lukovo) یک منطقهٔ مسکونی در بلغارستان است که در استان صوفیه واقع شده‌است. لوکووو  ۲۷۹ نفر جمعیت دارد.